# Rio Bold
O Rio Bold é um rio da Romênia afluente do Lago Balta Albă, Rio Buzău, localizado no distrito de Buzău.